# Rein Carrot
Rein Carrot is een Surinaams zanger en songwriter. Hij vertolkte in 1983 het winnende lied tijdens SuriPop. In 2011 nam hij deel aan een aantal concerten van de SuriToppers in Nederland.

## Biografie
Carrot is sinds 1979 actief in de muziek. In dat jaar bracht hij een kaseko-single uit met de titel Joe. In 1983 nam hij deel aan SuriPop, waar hij het lied Net' alen vertolkte dat door Winston Loe was geschreven. Dit was dit jaar de winnende inzending van het festival. Carrot verhuisde rond 1990 naar Nederland.
In 2011 nam hij deel aan de concerten van de SuriToppers, toen nog Suripop Allstar Edition Show geheten. De concerten werden zo druk bezocht dat er in Amsterdam een extra concert werd ingelast.
Tijdens de editie van SuriPop XVII, in 2012, behoorde zijn compositie Dansiman tot de kanshebbers. Het werd vertolkt door Derril Polion, maar viel niet in de prijzen. In 2013 behaalde zijn lied Srafu o langa plaats vier van acht geselecteerde liedjes over 150 jaar afschaffing van de slavernij.